# Крушедол
Крушедол је сремско насеље које се састоји од Крушедол Села и Крушедол Прњавора. Налази се на јужним падинама Фрушке горе, у иришкој општини. 1991. године, Крушедол Село је имало 372, а Крушедол Прњавор 229 становника.
У Крушедол Селу живи претежно староседелачко сремско становништво. Село је настало крајем 15. века. Овде постоји релативно стара црква, Сретењска црква, која је некадашња задужбина и женски манастир мајке Ангелине из 1512-1516. године, где је она живела и умрла.
Насељавање Крушедол Прњавора везано је за изградњу манастира Крушедол, који је подигао Ђорђе Бранковић у периоду 1509-1512. године. Манастир је располагао великим поседима који су захтевали радну снагу, па је на својим имањима насељавао сиромашне сељаке и избеглице с турске територије.
Манојло Грбић на 265.стр "Карловачког владичанства" (1.књига од 3) на више места наводи назив села и манастира Крушедо, а не Крушедол.
Матица српска и Институт за нуклеарне науке Винча 2011. године су објавили научно конзерваторску студију Иконостас цркве манастира Крушедола.Уметности и природне науке су у време настанка ових дисиплина биле блиско везане, а временом су се све више удаљавале, дошавши до момента дасе стручњаци из ових области готово нису разумевали, као да су говорили различитим језицима. Ипак, опште повезивање и преплитање различитих, чак традиционално посматрано веома удаљених области, као и изражена мултидисциплинарност савремене науке, покренули су обрнут процес и довели до све тешње сарадње стручњака из области хуманистичких и природних наука. Техничке студије уметничких дела дају непроцењиво важне информације истраживачима историје културе и уметности. Са друге стране, комплексност и разноврсност уметничких техника представљају прави изазов за савремене научне методе испитивања материјала, додатно закомпликован процесима старења и раз личитим историјским наслагама које су се временом на њима наталожиле.